# Campionati africani di ginnastica aerobica 2018
I Campionati africani di ginnastica aerobica 2018 sono stati la 4ª edizione della competizione organizzata dalla Unione Africana di Ginnastica.
Si sono svolti ad Brazzaville, nella Repubblica del Congo, dal 13 al 14 settembre 2018.

## Podi
| Evento                | Oro              | Argento         | Bronzo                   |
| Individuale maschile  | Sofiane Sahraoui | Tlhakiso Mafona | Gilbert Delmas Moungondo |
| Individuale femminile | Demi Botha       | Fatiha Chohra   | Serour Mediouni          |
| Coppia mista          | Rep. del Congo   | Benin           | Senegal                  |
| Trio                  | Algeria          | Rep. del Congo  | Senegal                  |
| Gara a squadre        | Algeria          | Rep. del Congo  | Senegal                  |